# Dorymetaecus spinnipes
Dorymetaecus spinnipes is een spinnensoort uit de familie van de struikzakspinnen (Clubionidae).
De wetenschappelijke naam van de soort werd in 1920 gepubliceerd door William Joseph Rainbow.